# Keynote (logiciel)
Pour les articles homonymes, voir Keynote.
Keynote est un logiciel de présentation développé par Apple Inc. qui fait partie avec Pages et Numbers de la suite bureautique iWork. Celle-ci est disponible sur macOS, iOS et sur le Web.

## Histoire
Keynote a commencé comme logiciel réservé à Apple, principalement à Steve Jobs (ancien CEO) pour créer des présentations pour les conférences Macworld Conference & Expo ou les Apple Specials Events. Keynote a été commercialisé pour la première fois en 2003 dans sa version 1.0, entrant ainsi en concurrence avec le logiciel de présentation de Microsoft, PowerPoint.
C'est en 2005, qu'Apple proposa à la vente Keynote (version 2.0) avec Pages, un logiciel de traitement de texte au sein d'un package: iWork.
À la Macworld Conference & Expo de 2006, Apple sortit iWork '06 (contenant la version 3.0 de Keynote). La grande nouveauté de cette version est le support de la HD.
Vers l'automne 2007, Apple a publié Keynote 4.0 dans iWork '08, avec Pages 3.0 et le nouveau tableur Numbers.
En 2010, Apple sort la version Keynote adaptée pour l'iPad.
Le 23 octobre 2013, Apple a redessiné Keynote avec la version 6.0 (macOS) et 2.0 (iOS), et rend gratuit la nouvelle version pour n'importe qui avec un nouvel appareil iOS ou un Mac acheté après le 1er septembre 2014.
Depuis, Apple ne cesse d’améliorer l’application. Pour plus de détails, voir les sections ci dessous sur les différentes versions de Keynote.

## Fonctionnalités
- Des thèmes permettant à l’utilisateur de garder une certaine linéarité dans le choix des couleurs et des polices
- Des transitions et opérations 2D et 3D utilisant OpenGL telles des cubes qui tournent, des effets de fondu…
- Le support de deux moniteurs. Le présentateur peut montrer la présentation sur un écran et peut voir des notes sur son portable.
- Import à partir de multiples formats : PDF, QuickTime, Flash, JPEG, TIFF, PNG, HTML et PowerPoint
- La possibilité d’intégrer des images et des vidéos (via QuickTime).
- La possibilité de partager la présentation sur iCloud et permet la modification sur un navigateur Web tel que Safari, Internet Explorer et Chrome
- Sauvegarde automatique
- Possibilité de contrôler la présentation grâce à l'application Keynote pour iOS

## Historique des versions (macOS)
| Version | Date de sortie    | Nouveautés |
| ------- | ----------------- | --- |
| 1.0     | 7 janvier 2003    | Première version. |
| 1.1     | 4 juin 2003       | Diverses améliorations pour améliorer les fonctionnalités et la compatibilité. |
| 1.1.1   | 28 octobre 2003   | Amélioration de la stabilité et de l’expérience utilisateur |
| 2.0     | 11 janvier 2005   | Sortie de iWork 05. Nouvelles transitions, 20 nouveaux thèmes, nouveaux outils de présentation et d’export vers Macromedia Flash. |
| 2.0.1   | 21 mars 2005      | Amélioration de la stabilité |
| 2.0.2   | 25 mai 2005       | Amélioration de la stabilité. |
| 3.0     | 10 janvier 2006   | Sortie de iWork 06. Nouvelles transitions, nouveaux thèmes. Distribué en universal binary. |
| 3.0.1   | 4 avril 2006      | Amélioration de la stabilité concernant les graphiques 3D et leurs textures. |
| 3.0.2   | 28 septembre 2006 | Permet à Keynote d’accéder aux images d’Aperture 1.5. |
| 4.0     | 7 août 2007       | Sortie de iWork'08. Nouveaux effet, nouvelles transitions, nouveaux thèmes, apparition de nouvelles fonctions comme Instant Alpha et compositions intelligentes. Tourne sur Mac OS X 10.4 et supérieur. |
| 4.0.1   | 27 septembre 2007 | Amélioration de la stabilité et des performances |
| 4.0.3   | 3 avril 2008      | Amélioration des performances pour les grosses présentations |
| 5.0     | 6 janvier 2009    | Sortie de iWork'09. Il propose de nouvelles animations, de nouveaux thèmes, le "Magic Move", et la compatibilité avec l’application "Keynote Remote" pour iPhone et iPod Touch |
| 5.0.3   | 28 septembre 2009 | Amélioration de la fiabilité des guides. Correction de nombreux problèmes notamment pour l'exportation vers GarageBand et le glissé-déposé de texte |
| 5.1.1   | 1er décembre 2011 | Cette mise à jour résout des problèmes liés à l'utilisation de présentations de grande taille sur OS X Lion. Elle comprend également des améliorations de stabilité et d'accessibilité. |
| 5.3     | 4 décembre 2012   | Compatibilité avec iOS et avec OS X Mountain Lion. |
| 6.0     | 22 octobre 2013   | Nouvelle interface, nouveaux thèmes, barre d'outil simplifiée. |
| 6.1     | 23 janvier 2014   | Possibilité d'un mot de passe, rajout de fonctionnalités supprimés avec Keynote 6.0. |
| 6.5     | 16 octobre 2014   | Nouvelle interface inspirée d'OS X Yosemite, prenant en charge Handoff et iCloud Drive. |
| 7.0     | 20 septembre 2016 | Collaboration en temps réel (fonctionnalité bêta). |
| 7.2     | 13 juin 2017      | Bibliothèque de 500 éléments graphiques à ajouter à la présentation. |
| 8.0     | 27 mars 2018      | Collaboration avec des présentations stockées dans Box. |
| 8.1     | 14 juin 2018      | • Ajoutez des équations mathématiques grâce aux notations LaTeX et MathML. • Changez l’aspect de vos graphiques en appliquant des coins arrondis aux colonnes et aux barres. • Améliorez vos documents grâce à une sélection de nouvelles figures modifiables. • Amélioration de la compatibilité avec Microsoft PowerPoint. • Prise en charge améliorée de l’arabe et de l’hébreu. |
| 8.2     | 17 septembre 2018 | • La prise en charge du Mode Sombre donne à Keynote un aspect dramatique et sombre. Les barres d’outils et les menus s’estompent en arrière-plan, pour vous permettre de vous concentrer sur votre contenu. Requiert macOS Mojave. • La prise en charge d’Appareil photo Continuité vous permet de prendre une photo ou de numériser un document avec votre iPhone pour les faire apparaître directement dans votre présentation sur votre Mac. Requiert macOS Mojave et iOS 12. • Enregistrez, modifiez et lisez du contenu audio en toute simplicité, directement dans une présentation. • Améliorez vos présentations à l’aide de nombreuses figures inédites et modifiables. • Améliorations des performances et de la stabilité. |
| 9.0     | 28 mars 2019      | • Créez et partagez des GIF animés en exportant une ou plusieurs diapositives. • Synchronisez automatiquement des figures et des modèles personnalisés sur l’ensemble de vos appareils via iCloud. • Les diapositives aux proportions plus larges s’affichent maintenant mieux dans le navigateur de diapositives, le mini diaporama et l’écran de l’intervenant. • Amélioration des performances lors de la collaboration sur des présentations. • Modifiez des objets groupés pendant la collaboration. • Prise en charge du texte vertical dans les figures et les zones de texte en chinois, japonais et coréen. |
| 9.1     | 25 juin 2019      | •Modifiez des modèles de diapositive tout en collaborant sur une présentation. •Donnez du style à votre texte en y ajoutant des dégradés ou des images, ou encore en appliquant de nouveaux styles de contour. •Incorporez des images, figures et équations à des zones de texte de sorte qu’ils suivent le texte. •Grâce à la détection des visages, les personnes présentes dans les photos sont intelligemment placées dans des paramètres fictifs et des objets. |
| 9.2     | 30 septembre 2019 | • Ajoutez facilement des vidéos au format HEVC à des présentations, ce qui vous permet de bénéficier de fichiers moins volumineux tout en conservant la même qualité visuelle. • Accédez à une diapositive spécifique de votre document à l’aide d’une nouvelle commande de menu. • Ajoutez des descriptions d’accessibilité à du contenu audio ou vidéo, ainsi qu’à des dessins. • L’accessibilité des documents PDF exportés a été améliorée. |
| 10.0    | 31 mars 2020      | • Ajoutez une présentation Keynote à un dossier iCloud Drive partagé afin de commencer automatiquement la collaboration. Requiert macOS 10.15.4. • Modifiez des présentations partagées tandis que vous êtes hors ligne. Vos modifications seront apportées lorsque vous serez de nouveau en ligne. • Faites votre choix parmi un éventail de nouveaux thèmes magnifiques conçus pour vous aider à démarrer. • Accédez facilement aux thèmes que vous avez utilisés récemment grâce à une liste de thèmes repensée. • Imprimez vos présentations ou exportez-les au format PDF avec les commentaires. • Ajoutez une lettrine pour mettre du texte en évidence avec une première lettre grande et décorative. • Améliorez vos présentations grâce à un grand choix de nouvelles figures modifiables. |
| 10.1    | 9 juillet 2020    | • Utilisez la nouvelle option « Lancer le diaporama dans une fenêtre » pour avoir accès à d’autres applications lorsque vous animez une présentation localement ou par vidéoconférence. • Il est désormais possible de poursuivre la lecture des vidéos pendant les transitions entre diapositives. Ajoutez la même vidéo à plusieurs diapositives pour une lecture continue d’une diapositive à l’autre. • Utilisez l’option « Aligner sur la trajectoire » afin que les objets restent orientés dans la bonne direction tout en suivant la trajectoire de l’animation. • Ajoutez facilement des titres et des sous-titres aux images, vidéos, figures et autres objets. |
| 10.2    | 22 septembre 2020 | • Lisez des vidéos YouTube et Vimeo directement depuis vos présentations.* • Utilisez la fonctionnalité « Lancer dans une fenêtre » pour les enregistrements de diaporama. • Exportez vos films dans un large éventail de formats et de fréquences d’images. • Améliorez vos présentations grâce à une vaste gamme de nouvelles figures modifiables. * Cette fonction peut ne pas être disponible dans toutes les régions. |
| 10.3    | 12 novembre 2020  | • Nouveau design repensé pour macOS Big Sur • Améliorations des performances et de la stabilité |
| 11.0    | 23 mars 2021      | • Pendant votre présentation, affichez vos notes d’intervenant, votre diapositive actuelle et la diapositive suivante dans une fenêtre séparée ; • Les vignettes dans la fenêtre de l’ordre de composition simplifient la modification de phrases complexes ; • Le navigateur multimédia mis à jour propose des options de recherche avancées et de nouvelles catégories pour le nouveau contenu, comme Récents, Portraits et Live Photos ; • Possibilité d’ajouter des liens vers des numéros de téléphone à des cellules de tableau, des objets de texte et des figures ; • La fonctionnalité AppleScript permet de modifier le mot de passe d’une présentation ou d’ouvrir des présentations protégées par des mots de passe. |
| 11.1    | 1 juin 2021       | • Cette mise à jour contient des améliorations des performances et de la stabilité. |
| 11.2    | 28 septembre 2021 | • La vidéo en direct rend les présentations encore plus intéressantes en vous laissant utiliser l’appareil photo de votre Mac pour vous faire apparaître directement sur vos diapositives dans une fenêtre ou en plein écran. • Connectez plusieurs caméras pour disposer de différents angles de vidéo en direct. • Ajoutez un flux en direct de l’écran d’un iPhone ou d’un iPad connecté. • Les diaporamas avec plusieurs intervenants permettent à plusieurs participants de contrôler tour à tour une présentation partagée depuis leur propre appareil. • Les nouvelles commandes de diapositives donnent un accès facile au navigateur de diapositives, aux raccourcis clavier, aux sources de vidéo en direct ou aux commandes de diaporama avec plusieurs intervenants pendant la présentation. • Les graphiques en toile d’araignée vous aident à comparer visuellement plusieurs variables en même temps pour montrer facilement les similitudes et les différences dans vos données. • Le système de collaboration permet aux participants d’ajouter d’autres personnes à une présentation partagée**. • Grâce à la traduction instantanée, vous pouvez traduire le texte que vous sélectionnez dans 11 langues et ajouter la traduction à votre présentation en un clic*. • Créez de nouvelles présentations depuis l’icône de l’app dans le Dock. * Requiert macOS Monterey |
| 12.0    | 7 avril 2022      | • Utilisez Raccourcis avec macOS Monterey pour créer ou ouvrir des présentations, répéter un diaporama ou commencer une présentation. |
| 12.1    | 21 juin 2022      | • Ajoutez du mouvement subtil et des éléments visuels à votre présentation avec des arrière-plans dynamiques qui s'animent de façon continue lorsque vous passez d'une diapositive à une autre ; • Faites votre choix parmi les nouveaux thèmes animés dotés d'arrière-plans dynamiques ; • Possibilité d'ignorer ou de ne pas ignorer toutes les diapositives dans un groupe condensé. |
| 12.2    | 25 octobre 2022   | • Une toute nouvelle vue des activités affiche les modifications récentes apportées aux présentations collaboratives, y compris lorsque des personnes les rejoignent, commentent ou modifient • Recevez des notifications lorsque d'autres personnes rejoignent vos présentations partagées ou les modifient • Partagez une présentation dans Messages pour commencer immédiatement à collaborer avec votre équipe et afficher les mises à jour directement dans la conversation Messages* • Envoyez un message ou lancez un appel FaceTime directement depuis une présentation collaborative* • Vous pouvez maintenant utiliser le menu Fichier pour gérer votre présentation partagée ou en envoyer une copie • Une nouvelle option vous permet de supprimer automatiquement l'arrière-plan d'une image pour isoler son sujet* • Supprimez ou replacez l'arrière-plan des vidéos en direct pour obtenir un effet dramatique. *Requiert macOS13 |
| 13.0    | 30 mars 2023      | • Exportez et envoyez une copie de votre présentation dans un autre format directement depuis le menu Partager. • Comprend des améliorations et des correctifs pour les activités de collaboration. • La consultation des présentations Keynote Live est désormais uniquement prise en charge dans les navigateurs web. |
| 13.1    | 18 juin 2023      | • Ajoutez des graphiques vectoriels évolutifs (SVG) à vos présentations et conservez la qualité visuelle peu importe la taille. • Décomposez des images SVG importées et enregistrez-les dans votre bibliothèque de figures pour une utilisation ultérieure. • Affichez les étiquettes de résumé de sous-total dans des graphiques à barres, à colonnes et à aires empilées. • Basculez facilement vers la fenêtre du diaporama lorsque vous partagez une présentation Keynote lors d’un appel FaceTime. |
| 13.2    | 21 septembre 2023 | • Apportez une nouvelle dimension à vos présentations avec des objets 3D au format USDZ ; • Lisez des animations intégrées au sein de fichiers USDZ ou utilisez Métamorphose pour animer des objets 3D dans les diapositives ; • Ajoutez du mouvement à vos présentations grâce aux nouveaux thèmes dynamiques et aux dispositions de diapositive avec vidéos en direct ; • Supprimez des bordures externes sur les graphiques importés à partir de fichiers Microsoft Office. |
| 14.0    | 2 avril 2024      | • Donnez une nouvelle apparence à vos diapositives avec les thèmes Couleur dynamique, Minimaliste clair et Minimaliste foncé. • Des notifications simplifiées intégrées aux apps vous informent lorsqu’une personne rejoint une présentation collaborative pour la première fois. • Préservez le format du fichier et la qualité maximale lorsque vous ajoutez des photos HEIC prises sur iPhone ou iPad. • Maintenez la touche Commande enfoncée sur un clavier connecté pour sélectionner des mots, des phrases ou des paragraphes non contigus. • Amélioration de la compatibilité pour les transitions de diapositives lors de l’importation et l’exportation de fichiers Microsoft PowerPoint. • Améliorations supplémentaires de la stabilité et des performances. |

## Historique des versions (iOS)
| Version | Date de sortie    | Nouveautés |
| ------- | ----------------- | --- |
| 1.0     | 2010              | Première version. |
| 2.0     | 22 octobre 2013   | Nouvelle interface, nouveaux thèmes. |
| 2.1     | 23 janvier 2014   | Possibilité d'ajout de mot de passe, télécommande pour contrôler les diaporamas sur d'autres appareils |
| 2.6     | 16 octobre 2014   | Prise en charge d'Handoff, d'iCloud Drive et des fournisseurs de stockage tiers. |
| 3.0     | 20 septembre 2016 | Collaboration en temps réel (fonctionnalité bêta). |
| 3.2     | 13 juin 2017      | Bibliothèque de 500 éléments graphiques à ajouter à la présentation. |
| 3.3     | 19 septembre 2017 | Gestionnaire de documents revu ; glissement de texte, image ou autre disponible sur iPad. |
| 4.0     | 27 mars 2018      | Dessin avec Apple Pencil (ou doigt) et collaboration en temps réel sur Box. |
| 4.1     | 14 juin 2018      | • Modifiez des modèles de diapositive existants, ou créez-en de nouveaux. • Enregistrez, modifiez et lisez simplement du contenu audio directement dans une diapositive. • Une nouvelle option, accessible dans Réglages > Keynote, vous permet d’utiliser l’Apple Pencil pour sélectionner des éléments et faire défiler le contenu. • Exportez les présentations au format vidéo ou image. • Changez l’aspect de vos graphiques en appliquant des coins arrondis aux colonnes et aux barres. • Ajoutez des équations mathématiques grâce aux notations LaTeX et MathML. • Améliorez vos documents grâce à une sélection de nouvelles figures modifiables. • Ajoutez des dégradés et des remplissages d’images aux figures et aux zones de texte. • Parcourez les modèles en toute simplicité, par catégorie. |
| 4.2     | 17 septembre 2018 | • Ajustez la taille du texte dans les notes de l’intervenant et inversez les couleurs pendant votre présentation. • Enregistrez des dessins en toute simplicité dans Photos ou Fichiers, ou partagez-les avec d’autres utilisateurs. • Compatible avec Siri Shortcuts. Requiert iOS 12. |
| 5.0     | 28 mars 2019      | • Dessinez une trajectoire avec votre doigt ou l’Apple Pencil pour animer un objet sur la diapositive. • Ajoutez de l’emphase aux présentations avec des effets de composition, comme le déplacement, la rotation et les animations adaptées. • Créez et partagez un GIF animé en exportant une ou plusieurs diapositives. • Modifiez des notes de l’intervenant pendant la présentation ou la répétition d’un diaporama. • Enregistrez des figures personnalisées pour les utiliser dans d’autres documents et accédez-y depuis n’importe quel appareil via iCloud. • Créez des thèmes et utilisez-les comme modèles pour les nouvelles présentations.Vous pouvez y accéder depuis n’importe quel appareil via iCloud. • Les diapositives aux proportions plus larges s’affichent maintenant mieux dans le navigateur de diapositives, le mini diaporama et l’écran de l’intervenant. • Créez des paramètres fictifs d’image pour remplacer facilement des images, sans avoir à modifier la disposition de votre diapositive. • Amélioration des performances lors de la collaboration sur des présentations. • Modifiez des objets groupés pendant la collaboration. • Prise en charge du texte vertical dans les figures et les zones de texte en chinois, japonais et coréen.                  |
| 5.1     | 25 juin 2019      | •Modifiez des modèles de diapositive tout en collaborant sur une présentation. •Incorporez des images, figures et équations à des zones de texte de sorte qu’ils suivent le texte. •Donnez du style à votre texte en y ajoutant des dégradés ou des images, ou encore en appliquant de nouveaux styles de contour. •Utilisez les nouvelles fonctionnalités de modification des graphiques pour modifier le style de séries individuelles, ajuster l’espacement entre des colonnes, ajouter des corrélations linéaires et bien plus. •Grâce à la détection des visages, les personnes présentes dans les photos sont intelligemment placées dans des paramètres fictifs et des objets. •Ajustez l’apparence des bordures de cellules dans les tableaux. •Choisissez si vous préférez utiliser l’Apple Pencil pour dessiner ou pour sélectionner et faire défiler. Le cas échéant, vous pouvez basculer entre ces options en touchant deux fois l’Apple Pencil. •Personnalisez les listes en choisissant parmi de nouveaux types de puces, en modifiant leur taille et leur couleur, en créant des puces personnalisées, en ajustant les niveaux de retrait, et plus encore. •Choisissez « Mémoriser l’orthographe » pour ajouter un mot au dictionnaire orthographique.                             |
| 5.2     | 30 septembre 2019 | • Sur iPadOS, utilisez Keynote dans plusieurs espaces ou modifiez deux présentations côte à côte en Split View. • Prise en charge des nouvelles options d’édition de texte et de gestes de navigation sur iOS 13 et iPadOS.* • Utilisez des polices personnalisées installées depuis l’App Store.* • Effectuez une capture d’écran de la totalité d’une présentation, annotez-la, puis partagez-la facilement sous forme de PDF.* • Accédez à des fichiers à partir d’un disque USB, d’un disque dur externe ou d’un serveur de fichiers.* • Écoutez une représentation audio de votre graphique à l’aide de VoiceOver.* • Ajoutez des descriptions d’accessibilité à du contenu audio ou vidéo, ainsi qu’à des dessins. • L’accessibilité des documents PDF exportés a été améliorée. • Prise en charge des vidéos au format HEVC, permettant d’obtenir des fichiers moins volumineux tout en conservant la même qualité visuelle. • Sélectionnez plusieurs objets en appuyant sur Maj ou Commande sur un clavier matériel. *Requiert iOS 13 ou iPadOS |
| 10.0    | 31 mars 2020      | • Utilisez Keynote sur un iPad avec le Magic Keyboard, une souris ou un trackpad pour travailler sur vos présentations de façon inédite. Requiert iPadOS 13.4. • Ajoutez une présentation Keynote à un dossier iCloud Drive partagé afin de commencer automatiquement la collaboration. Requiert iPadOS 13.4 ou iOS 13.4. • Modifiez des présentations partagées tandis que vous êtes hors ligne. Vos modifications seront apportées lorsque vous serez de nouveau en ligne. Requiert iPadOS ou iOS 13 ou ultérieur. • Faites votre choix parmi un éventail de nouveaux thèmes magnifiques conçus pour vous aider à démarrer. • Touchez l'écran et maintenez votre doigt appuyé, puis faites-le glisser sur plusieurs objets pour les sélectionner. • Accédez facilement aux thèmes que vous avez utilisés récemment grâce à une liste de thèmes repensée. • Imprimez vos présentations ou exportez-les au format PDF avec les commentaires. • Ajoutez une lettrine pour mettre du texte en évidence avec une première lettre grande et décorative. • Améliorez vos présentations grâce à un grand choix de nouvelles figures modifiables. |
| 10.1    | 9 juillet 2020    | • Il est désormais possible de poursuivre la lecture des vidéos pendant les transitions entre diapositives. Ajoutez la même vidéo à plusieurs diapositives pour une lecture continue d’une diapositive à l’autre. • Utilisez l’option « Aligner sur la trajectoire » afin que les objets restent orientés dans la bonne direction tout en suivant la trajectoire de l’animation. • Ajoutez facilement des titres et des sous-titres aux images, vidéos, figures et autres objets. |
| 10.2    | 22 septembre 2020 | • Utilisez le nouveau mode Contour pour vous focaliser sur la structure et l’enchaînement de votre contenu et éviter toute distraction. • Lisez des vidéos YouTube et Vimeo directement depuis vos présentations.* • Exportez vos films dans un large éventail de formats et de fréquences d’images. • Faites glisser un objet tout en maintenant la touche Option enfoncée pour le dupliquer. • Trouvez facilement des photos et vidéos à l’aide du sélecteur d’image repensé, désormais doté de nouvelles fonctions de recherche et de zoom. Requiert iOS 14 ou iPadOS 14. • Améliorez vos présentations grâce à une vaste gamme de nouvelles figures modifiables. * Cette fonction peut ne pas être disponible dans toutes les régions. |
| 11.0    | 23 mars 2021      | • Utilisez les nouvelles commandes de l’inspecteur de disposition pour ajuster l’aspect et le positionnement des objets. • Utilisez les pavés numériques à l’écran pour saisir les valeurs exactes pour la taille du texte, l’espacement, la taille des tableaux et plus encore. • Ajoutez ou supprimez des objets ou des cellules de tableau d’une sélection en les touchant ou en les faisant glisser. • Une nouvelle option dans Plus > Réglages > Modification vous permet de toujours ouvrir les présentations en mode édition. • Ajoutez des liens vers des numéros de téléphone à des cellules de tableau, des objets de texte et des figures. |
| 11.1    | 1 juin 2021       | • Les enseignants qui utilisent l’app Pour l’école afin d’attribuer des activités dans Keynote peuvent désormais voir la progression des élèves, notamment le temps passé. |
| 11.2    | 28 septembre 2021 | • Utilisez l’appareil photo de votre iPhone ou iPad pour afficher votre image directement sur vos diapositives. • Autorisez les participants à contrôler tour à tour une présentation partagée depuis leur propre appareil. • Avec les graphiques en toile d’araignée, comparez visuellement plusieurs variables à la fois et présentez facilement les similarités et les différences dans vos données. • De nouvelles commandes de diaporama permettent d’accéder facilement au navigateur de diapositives, aux raccourcis clavier, aux sources de vidéo en direct ou encore aux commandes de diaporama avec plusieurs intervenants lors de la présentation. • Faites glisser et déposez du texte, des images et d’autres éléments pour les copier d’une app à une autre sur l’iPhone. • La collaboration flexible permet aux participants d’ajouter d’autres personnes à une présentation partagée*. • La traduction instantanée vous permet de traduire le texte sélectionné dans 11 langues, au maximum, et d’ajouter la traduction à votre présentation d’un simple toucher*. • Les graphiques audio rendent les graphiques accessibles aux personnes présentant une déficience visuelle en jouant un son qui change de tonalité pour représenter des valeurs différentes*. * Requiert iOS 15 |
| 12.0    | 7 avril 2022      | • Appliquez un zoom jusqu’à 400 % aux diapositives. • Modifiez la taille de la police plus précisément, jusqu’à deux chiffres après la virgule. |
| 12.1    | 21 juin 2022      | • Ignorez ou non toutes les diapositives d’un groupe condensé. |
| 12.2    | 25 octobre 2022   | • Suivez l’activité récente de chacun dans les présentations collaboratives et recevez des notifications lorsque d’autres personnes les rejoignent, les commentent ou les modifient. • Partagez et consultez facilement les mises à jour de votre présentation dans Messages. Envoyez un message ou lancez un appel FaceTime directement à partir d’une présentation collaborative. • Choisissez votre propre arrière-plan de vidéo en direct pour un effet spectaculaire ou isolez rapidement le sujet d’une image*. • Modifiez le style des graphiques avec des commandes supplémentaires pour les couleurs, les lignes et les formats des nombres. • Options supplémentaires pour l’impression et l’exportation de fichiers PDF. * Requiert iOS 16 |
| 13.0    | 30 mars 2023      | • Exportez et envoyez une copie de votre présentation dans un autre format, directement depuis le menu Partager. • Améliorations et corrections de bugs pour la fusion de courrier et l’activité de collaboration. |
| 13.1    | 13 juin 2023      | • Ajoutez des images SVG (graphique vectoriel évolutif) à vos présentations et préservez la qualité visuelle quelle que soit la taille. • Décomposez des images SVG importées et enregistrez-les dans votre bibliothèque de figures pour une utilisation ultérieure. • Passez facilement à la fenêtre de votre diaporama lors du partage de Keynote dans un appel FaceTime. • Affichez des étiquettes de résumé pour les sous-totaux dans les graphiques à barres, à colonnes et à aires empilées. |
| 13.2    | 21 septembre 2023 | • Donnez une nouvelle dimension à vos présentations avec des objets 3D au format USDZ. • Lisez les animations intégrées aux fichiers USDZ ou utilisez la transition Métamorphose pour animer les objets 3D lors du passage d’une diapositive à l’autre. • Rendez vos présentations plus expressives en ajoutant des autocollants*. • Voyez des prédictions de texte intégrées lors de la saisie*. • Commencez facilement à collaborer sur une présentation avec d’autres personnes pendant un appel FaceTime*. • Trouvez et ouvrez des présentations suggérées lors d’une recherche de Keynote avec Spotlight*. • Faites glisser des documents sur l’icône Keynote de votre écran d’accueil pour les ouvrir ou les importer*. • Animez vos présentations avec les nouveaux thèmes dynamiques et les dispositions de diapositive pour les vidéos en direct. • Exportez désormais vos présentations au format ProRes sur l’iPhone et l’iPad. • Supprimez les bordures externes sur les graphiques importés de fichiers Microsoft Office. * Requiert iOS 17 |
| 14.0    | 2 avril 2024      | • Donnez une nouvelle apparence à vos diapositives avec les thèmes Couleur dynamique, Minimaliste clair et Minimaliste foncé. • Des notifications intégrées simplifiées vous informent lorsqu’une personne rejoint une présentation collaborative pour la première fois. • Conservez le format des fichiers et leur qualité optimale lorsque vous ajoutez des photos HEIC prises sur un iPhone ou un iPad. • Compatibilité des transitions de diapositives améliorée lors de l’importation et de l’exportation de fichiers Microsoft Powerpoint. • Améliorations supplémentaires de la stabilité et des performances. |

## Identité visuelle

Ancien logo.
Logo actuel.

### Logiciel de la suiteiWork
- Numbers : Site web

- Keynote : Site web
- Pages : Site officiel

### Logiciels concurrents
- Apache OpenOffice Impress (successeur d'OpenOffice.org Impress et StarOffice Impress)
- LibreOffice Impress
- Microsoft PowerPoint